# Karl-Georg-Christian-von-Staudt-Preis
Der Karl-Georg-Christian von Staudt-Preis, kurz Staudt-Preis ist ein deutscher Mathematikerpreis, der alle drei bis sechs Jahre vergeben wird. Der Preis kann an einen oder mehrere Mathematiker vergeben werden, die an einer deutschen Hochschule oder Forschungseinrichtung tätig sind, sofern es sich nicht um einen temporären Aufenthalt handelt. Es werden „herausragende, zukunftsweisende und publizierte Forschungsergebnisse auf dem Gebiet der Theoretischen Mathematik“ ausgezeichnet.
Benannt ist die Auszeichnung nach Karl Georg Christian von Staudt, der den Lehrstuhl für Mathematik an der Universität Erlangen innehatte. Stifter des Grundkapitals für das Preisgeld ist die Otto-und-Edith-Haupt-Stiftung. Otto Haupt war einer der Nachfolger Staudts auf dem Lehrstuhl in Erlangen. Der Preis war nach der ursprünglichen Satzung mit mindestens 50.000 DM dotiert, 2004 wurden an die beiden Preisträger zusammen 30.000 Euro ausgeschüttet. Die aktuelle Satzung sieht (Stand 2014) ein Preisgeld von 25.000 Euro vor.

## Preisträger
- 1991 Hans Grauert für seine Arbeiten auf dem Gebiet der Funktionentheorie[1]
- 1994 Stefan Hildebrandt für sein Gesamtwerk zur Variationsrechnung[2]
- 1997 Martin Kneser für seine Beiträge zur Theorie der quadratischen Formen[3]
- 2001 Don Zagier für seine Arbeiten zur Zahlentheorie[2]
- 2004 Günter Harder für seine Arbeiten zur Theorie der algebraischen Gruppen und Friedhelm Waldhausen für seine Ergebnisse über dreidimensionale Mannigfaltigkeiten und die algebraische K-Theorie[4]
- 2008 Gerd Faltings für seine herausragenden Leistungen auf dem Gebiet der Theoretischen Mathematik, für die Beweise zahlreicher Vermutungen der arithmetischen Geometrie und für seine Forschungen zur Kohomologie und zur Theorie von Vektorbündeln auf Kurven.[5]
- 2013 Michael Rapoport in Würdigung seiner Arbeiten zur arithmetischen Geometrie und zu verwandten Gebieten[6]
- 2022 Burkhard Wilking für die Konstruktion von Metriken mit nicht-negativer Schnittkrümmung, die Starrheitssätze für Mannigfaltigkeiten positiver Krümmung und insbesondere den kreativen Einsatz des Ricci-Flusses[7]
- 2025 Wolfgang Lück für seine herausragenden Beiträge in der Topologie[8]